# Juan Cruz Oberto
Juan Cruz Oberto (Las Varillas, Córdoba, 25 de enero de 1997) es un baloncestista argentino que se desempeña como ala-pívot en Atenas de la Liga Nacional de Básquet de Argentina. Integró el plantel de la selección de Córdoba que conquistó el Campeonato Argentino de Básquet 2018.

## Trayectoria
Formado en el club Almafuerte de Las Varillas, Oberto llegó a Atenas en 2015. Permaneció allí durante tres años, actuando fundamentalmente en el equipo que participaba de la Liga de Desarrollo (aunque tuvo oportunidad de sumar algunos minutos en la Liga Nacional de Básquet).
En 2018 pasó a préstamo a Barrio Parque de La Liga Argentina. Allí jugaría dos temporadas, fichando en septiembre de 2020 con el San Isidro de San Francisco, equipo que también milita en la segunda categoría del baloncesto argentino. En ese club terminó de afianzarse como jugador profesional, convirtiéndose, a su vez, en un jugador destacado de la segunda categoría del baloncesto profesional argentino.
En julio de 2023, luego de haber realizado una experiencia como refuerzo extranjero del Atómico Calero de Liga Boliviana de Básquetbol, regresó a Atenas, en el contexto de la reestructuración que el club cordobés realizó luego de descender a La Liga Argentina. Tras ganar el campeonato de segunda división y volver a Bolivia para vivir una nueva experiencia como jugador extranjero, pudo volver a jugar en la LNB luego de seis años ausente de la categoría. 

### Clubes
| Club             | País      | Año             |
| ---------------- | --------- | --------------- |
| Atenas           | Argentina | 2015 - 2018     |
| Barrio Parque    | Argentina | 2018 - 2020     |
| San Isidro       | Argentina | 2020 - 2023     |
| Atómico Calero   | Bolivia   | 2023            |
| Atenas           | Argentina | 2023 - 2024     |
| Leones de Potosí | Bolivia   | 2024            |
| Atenas           | Argentina | 2024 - Presente |

## Vida privada
Juan Cruz Oberto es primo segundo de Fabricio Oberto.